# Spodnja Bela
Spodnja Bela – wieś w Słowenii, w gminie Preddvor. W 2018 roku liczyła 86 mieszkańców.